# ریل‌تاون (آلاباما)
ریل‌تاون (به انگلیسی: Reeltown) شهرکی در شهرستان تالاپوسا ایالت آلاباما است که مساحت آن ۱۹٫۶۲ کیلومترمربع است و در سرشماری سال ۲۰۱۰ میلادی، ۷۶۶ نفر جمعیت داشته و تراکم جمعیتی آن، ۳۹٫۰۴ در کیلومترمربع بوده است.